# MX Unleashed
MX Unleashed (connu en Australie sous le nom de Chad Reed MX Unleashed) est un jeu vidéo de course sorti en 2004, développé par Rainbow Studios et publié par THQ pour PlayStation 2, Xbox et téléphone mobile. Le jeu est également rétrocompatible sur Xbox One depuis avril 2018, et rendu gratuit pour les membres Xbox Live Gold en août 2020.
Suite du MX 2002 de Locomotive Games avec Ricky Carmichael et MX Superfly, Unleashed est le troisième et dernier jeu de la trilogie MX de THQ avant que Rainbow Studios ne commence la série MX vs. ATV un an plus tard avec MX vs. ATV Unleashed, qui est un crossover avec la série ATV Offroad Fury de Sony.

## Système de jeu
Les commandes précises permettent aux joueurs de contourner les obstacles du parcours ainsi que d'autres adversaires contrôlés par l'intelligence artificielle. Les virages sont très serrés et la réactivité des commandes permet au joueur de faire autant de figures que possible avant d'atterrir après un saut. Pour gagner plus de hauteur sur les sauts pour faire plus de figures, le joueur peut faire en sorte que le cycliste pousse les amortisseurs en bas d'une colline et les relâche en haut pour créer un effet de tremplin, et atteindre des hauteurs inaccessibles sans le faire. La vitesse du joueur, l'angle du vélo et la posture du cycliste affectent tous la façon dont le vélo réagit au sol sur lequel il roule. 
Dans le mode carrière, le joueur doit se classer parmi les trois premiers pour débloquer une autre course, avec un nombre illimité d'essais autorisés pour monter sur le podium. Le mode freestyle est très différent. Il existe une variété de défis à relever pour débloquer plus de défis et passer à une autre carte freestyle. Les défis incluent une série de cibles sur lesquelles la moto du joueur doit atterrir après chaque saut, un freestyle chronométré mesuré par le nombre de points marqués dans le laps de temps, une course contre un véhicule qui n'est pas une moto tout-terrain et un concours dans lequel le joueur doit atteindre dix cibles après les sauts avant les sept autres coureurs. Réussir un défi débloquera une version plus difficile de celui-ci, ainsi que davantage de défis.

## Développement
Alors que Rainbow Studios termine les deux premiers volets de la série ATV Offroad Fury, qui sont salués par la critique, THQ remarque la haute qualité des jeux et souhaite que son prochain jeu MX fonctionne sur leur moteur 3D, un facteur qui conduit à sa décision d'acquérir ce développeur. À la suite de cette acquisition, Rainbow Studios cède le contrôle de la série ATV Offroad Fury à Climax Studios et s'appuie sur son expérience antérieure dans le développement de jeux de course de motocross de haute qualité après le succès de la duologie Motocross Madness exclusive au PC de Microsoft pour créer un jeu MX avec le haut niveau de qualité attendu par THQ. Cela implique l'utilisation de diverses améliorations graphiques de ses précédents titres de course tout-terrain tels que des effets de brouillard dynamiques, une distance d'affichage élevée et des environnements de course vastes et détaillés comprenant de nombreux petits objets avec lesquels il est possible d'interagir, en plus d'une physique réaliste. 
La version australienne est approuvée par le coureur de motocross professionnel australien Chad Reed. Partout ailleurs, le jeu ne reçoit aucune approbation d'un coureur MX professionnel et son titre complet est simplement raccourci en MX Unleashed.

## Accueil
| Score global              | Score global | Score global |
| ------------------------- | ------------ | ------------ |
| Agrégateur                | Score        | Score        |
| Agrégateur                | PS2          | Xbox         |
| Metacritic                | 80/100       | 81/100       |
| Notes d'évaluation        |              |              |
| Agrégateur                | Score        | Score        |
| Agrégateur                | PS2          | Xbox         |
| Electronic Gaming Monthly | 8/10         | 8/10         |
| Game Informer             | 8/10         | 8/10         |
| GameSpot                  | 7,9/10       | 7,9/10       |
| GameZone                  | N / A        | 7,7/10       |
| IGN                       | 8,8/10       | 8,8/10       |

MX Unleashed reçoit des critiques « généralement positives », selon l'agrégateur de critiques Metacritic,.
En juillet 2006, la version PlayStation 2 de MX Unleashed compte 740 000 exemplaires vendus et avait rapporté 22 millions de dollars aux États-Unis. Next Generation le classe au 88e rang des jeux les plus vendus lancés pour les consoles de sixième génération entre janvier 2000 et juillet 2006 dans ce pays. Les ventes mélangées de la trilogie MX atteignent 1,5 million d'exemplaires aux États-Unis en juillet 2006.